# Lasfaillades
Lasfaillades – miejscowość i gmina we Francji, w regionie Oksytania, w departamencie Tarn.
Według danych na rok 1990 gminę zamieszkiwało 80 osób, a gęstość zaludnienia wynosiła 10 osób/km² (wśród 3020 gmin regionu Midi-Pireneje Lasfaillades plasuje się na 983. miejscu pod względem liczby ludności, natomiast pod względem powierzchni na miejscu 1245.).